# Hoofdwetten van de thermodynamica
De hoofdwetten van de thermodynamica leveren de grondslagen voor de concepten temperatuur, energie en entropie. Hierdoor is het mogelijk een kwantitatieve benadering op te zetten.

## Temperatuur en warmte
In de 18e eeuw werd het begrip temperatuur ingevoerd evenals de thermometers (meestal gebaseerd op kwik) waarmee die te meten viel. Een van de meest succesvolle temperatuurschalen was die van Celsius. Deze schaal was relatief omdat het kookpunt en smeltpunt van water willekeurig als ijkpunten genomen werden. Later werd duidelijk dat het mogelijk is een absolute schaal te definiëren, genoemd naar Lord Kelvin.
Het werd ook duidelijk dat warmte een (andere) meetbare grootheid was, die spontaan van een lichaam met hogere naar een lichaam met lagere temperatuur stroomde. Dit wordt wel de nulde hoofdwet genoemd. Men kon toen ook bepalen dat een andere hoeveelheid warmte nodig was om een gram water een graad Celsius op te warmen dan bijvoorbeeld een gram lood. Hiermee was het begrip van de specifieke warmte of warmtecapaciteit geboren.

## Deeerste hoofdwet: warmte en arbeid
In eerste instantie dacht men dat warmte een soort vloeistof was, die noch vernietigd noch aangemaakt kon worden, maar al spoedig bleek dat onjuist te zijn. Bij wrijving bijvoorbeeld wordt warmte vrijgemaakt. Er werd ontdekt dat de hoeveelheid warmte die bij wrijving vrijkomt overeenkomt met de hoeveelheid arbeid (= kracht * afgelegde weglengte, {\displaystyle F\Delta x}) van de wrijving. Warmte en arbeid zijn vormen van energie en werden oorspronkelijk in twee verschillende eenheden uitgedrukt, te weten calorie en joule. Het bleek echter dat de calorie gelijkgesteld moest worden aan 4,2 joule. Daarmee werd een nieuw begrip warmte ingevoerd, gedefinieerd als: warmte = arbeid + energie-verandering ({\displaystyle Q=W+\Delta U}). Dit leidde tot de eerste hoofdwet:
In een geïsoleerd systeem is de inwendige energie {\displaystyle U} constant.
Energie is een toestandsgrootheid, dat wil zeggen dat bij een bepaalde toestand een bepaalde energie hoort, die niet afhankelijk is van het proces waarmee die toestand bereikt wordt. Een proces waarvan de begintoestand en eindtoestand gelijk zijn wordt een kringproces genoemd.
- Er is een vorm van energie die vooral voor gassen van groot belang is, namelijk de volumearbeid. Voor een ideaal gas geldt voor de toestandsfuncties de toestandsvergelijking: {\displaystyle pV=n\cdot R\cdot T} (druk maal volume = aantal mol maal R maal temperatuur), waarin {\displaystyle R} de gasconstante is. Verder geldt dat de thermische energie van een ideaal gas alleen van de temperatuur afhangt: {\displaystyle U=nRT}. Het product {\displaystyle pV} is dus een energieterm.
- Er is een andere toestandsgrootheid, de enthalpie {\displaystyle H=U+pV} die veel gebruikt wordt. In de praktijk is het veel gemakkelijker te werken bij gelijke druk dan bij gelijkblijvend volume. De term {\displaystyle pV} corrigeert dan voor de verrichte volumearbeid. Als er geen gassen betrokken zijn bij het proces, is deze correctie meestal te verwaarlozen.

Later werd duidelijk dat er nog veel andere vormen van energie bestaan, zoals de bewegingsenergie van een auto, de elektrische energie van stroom of de chemische energie opgeslagen in een explosief materiaal. Thermodynamisch zijn dat echter allemaal vormen van arbeid en al deze vormen van energie kunnen uitgedrukt worden in dezelfde eenheid (in het SI-systeem de joule). Met de komst van Einsteins relativiteitstheorie werd duidelijk dat dit zelfs gold voor het begrip massa via {\displaystyle E=mc^{2}}.
Zie ook
- Perpetuum mobile

## Detweede hoofdwet: de onvolledigheid van de eerste hoofdwet
Oppervlakkig genomen leidt de eerste hoofdwet gemakkelijk tot het misverstand dat alle vormen van energie vrijelijk uitwisselbaar zouden zijn. Dat is echter niet waar. Een goed voorbeeld is wat er gebeurt als een auto afgeremd wordt. Dan wordt spontaan de bewegingsenergie (verkregen uit de chemische energie van de benzine) omgezet in warmte. De auto komt echter niet weer spontaan in beweging als het rempedaal losgelaten wordt. Het is namelijk heel eenvoudig arbeid volledig in warmte om te zetten (dit proces heet dissipatie), maar niet andersom. Via bijvoorbeeld een stoommachine en de elektrische motor in een auto die optreedt als inductie-rem en dynamo, is het weliswaar mogelijk een deel van de warmte weer om te zetten in arbeid maar nooit voor 100%.
Dit leidde tot de formulering van Thomson en Planck van de tweede hoofdwet, die zegt:
Het is onmogelijk om een kringproces te ondergaan met als enig gevolg dat een hoeveelheid warmte uit een reservoir wordt opgenomen en een overeenkomstige hoeveelheid werk wordt afgegeven.
Een verwant misverstand is dat een spontaan proces hetzelfde is als een exotherm proces, dat wil zeggen een proces waarbij warmte vrijkomt. Wanneer men echter een stof als kaliumnitraat oplost in water, verloopt dit proces spontaan, maar er wordt warmte opgenomen: de oplossing wordt koud. De eerste hoofdwet heeft voor deze verschijnselen geen verklaring.
Het is mogelijk deze onvolledigheid in de thermodynamische theorie weg te nemen door een nieuwe toestandsfunctie in te voeren: de entropie S. Deze functie is gedefinieerd als {\displaystyle S=q_{\text{reversibel}}/T}
De reversibele warmte qreversibel is die warmte die een proces afstaat of opneemt als het systeem via een reversibele weg van toestand A naar toestand B gebracht wordt. Een reversibele weg is daarbij een serie van toestanden van rust (of evenwicht).
Wanneer men de toestandsfuncties combineert als
{\displaystyle A=U-TS}
en
{\displaystyle G=H-TS=U+pV-TS}
verkrijgt men de toestandsfuncties A (de vrije energie of helmholtzenergie) en G (de vrije enthalpie of gibbsenergie). Met behulp van deze functies kan de vraag of een proces spontaan zal verlopen eenvoudig beantwoord worden:
Bij constant volume en constante temperatuur is een proces spontaan als A afneemt.
Bij constante druk en temperatuur is een proces spontaan als G afneemt.
(In feite is dit een herformulering van de tweede wet).
Zie ook
- Postulaat van Clausius
- Bewering van dissipatie

## Dederde hoofdwet
Ten slotte is er nog een derde hoofdwet: wanneer een perfect kristal wordt afgekoeld tot T = 0 K benadert de entropie zijn minimale waarde.
Klassieke thermodynamica is geheel en al een fenomenologische theorie, die de atomaire structuur van de materie niet in rekening brengt. Een latere microscopische theorie is echter de statistische thermodynamica waarin aan de thermodynamische grootheden een interpretatie gegeven wordt in termen van de statistische verdeling van energie over de energietoestanden van de atomen en moleculen waaruit het bestudeerde systeem bestaat. De derde hoofdwet is het best te begrijpen vanuit deze microscopische interpretatie.
Zie ook
- Wet van Nernst
- Reciprociteitsrelatie van Onsager; soms wordt dit de vierde hoofdwet genoemd

## Beknopt
Een zeer informele maar ook erg beknopte versie van het gehele vakgebied van de thermodynamica is:
1. Warmte stroomt spontaan van warm naar koud en niet omgekeerd. Warmte kan weliswaar gedwongen worden via een proces van koud naar warm te stromen. Een voorbeeld hiervan is een koelmachine.
2. Men kan geen energie winnen, hoogstens quitte spelen; Totale energie is constant, maar de totale beschikbare energie is dat niet.
3. Men kan alleen quitte spelen bij het absolute nulpunt.
4. Het absolute nulpunt kan men niet bereiken.

Dennis Overbye vatte de drie wetten samen als:

1. Je kunt niet winnen
2. Je kunt niet gelijk spelen
3. Je kunt niet stoppen met spelen

akoestiek · astrofysica · astronomie · atoomfysica · biofysica · deeltjesfysica · elektromagnetisme · fysische chemie · fysische transportverschijnselen · geofysica · kernfysica · kwantummechanica · mathematische fysica · mechanica · medische fysica · meteorologie · metrologie · molecuulfysica · optica (fysische en geometrische optica) · plasmafysica · relativiteitstheorie · statistische thermodynamica · stromingsleer · thermodynamica · vastestoffysica